# Tomaspis ignobilis
Tomaspis ignobilis är en insektsart som beskrevs av Fowler 1897. Tomaspis ignobilis ingår i släktet Tomaspis och familjen spottstritar. Inga underarter finns listade i Catalogue of Life.